# أمريكا المفتوحة 1999 (كرة مضرب)
قائمة بالأبطال في بطولة 1999 أمريكا المفتوحة:

## الكبار

### فردي رجال
أندريه أغاسي هزم  تود مارتن, 6-4, 6-7(5), 6-7(2), 6-3, 6-2

### فردي سيدات
سيرينا ويليامز هزم  مارتينا هينغيز, 6-3, 7-6(4)

### زوجي رجال
سيباستيان لاروا و أليكس أوبراين هزم  ماهيش باهوبتي و ليندر بايس, 7-6(7), 6-4

### زوجي سيدات
سيرينا ويليامز و فينوس ويليامز هزم  تشاندا روبين و ساندرين تيستود, 4-6, 6-1, 6-4

### زوجي مختلط
آي سوجاياما و ماهيش باهوبتي هزم  كيمبرلي بو و دونالد جونسن, 6-4, 6-4

## الشباب

### فردي أولاد
ياركو نييمينين هزم  كريستين بليس, 6-7, 6-3, 6-4

### فردي بنات
لينا كراسنوروتسكايا هزم  ناديا بيتروفا, 6-3, 6-2

### زوجي أولاد
جوليان بينيتيو و نيكولاس ماهوت

### زوجي بنات
دانييلا بيندانوفا و إيرودا تولاياجانوفا